# Епархия Муранги
Епархия Муранги (лат. Dioecesis Murangaensis) — епархия Римско-Католической Церкви с центром в городе Муранга, Кения. Епархия Муранги входит в митрополию Ньери. Кафедральным собором епархии Муранги является церковь Святейшего Сердца Иисуса в городе Муранга.

## История
17 марта 1983 года Римский папа Иоанн Павел II издал буллу Quandoquidem aeternam, которой учредил епархию Муранги, выделив её из епархии Ньери. В этот же день епархия Муранги вошла в митрополию Найроби.
21 мая 1990 года епархия Эмбу вошла в митрополию Ньери.

## Ординарии епархии
- епископ Peter J. Kairo (17.03.1983 — 21.04.1997) — назначен епископом Накуру;
- епископ Peter Kihara Kariuki IMC[1] (3.06.1999 — 25.11.2006) — назначен епископом Марсабита;
- епископ James Wainaina Kungu (4.04.2009 — по настоящее время).

## Источник
- Annuario Pontificio, Libreria Editrice Vaticana, Città del Vaticano, 2003, ISBN 88-209-7422-3
- Булла Quandoquidem aeternam, AAS 75 (1983) I, стр. 601  (лат.)